# Firme

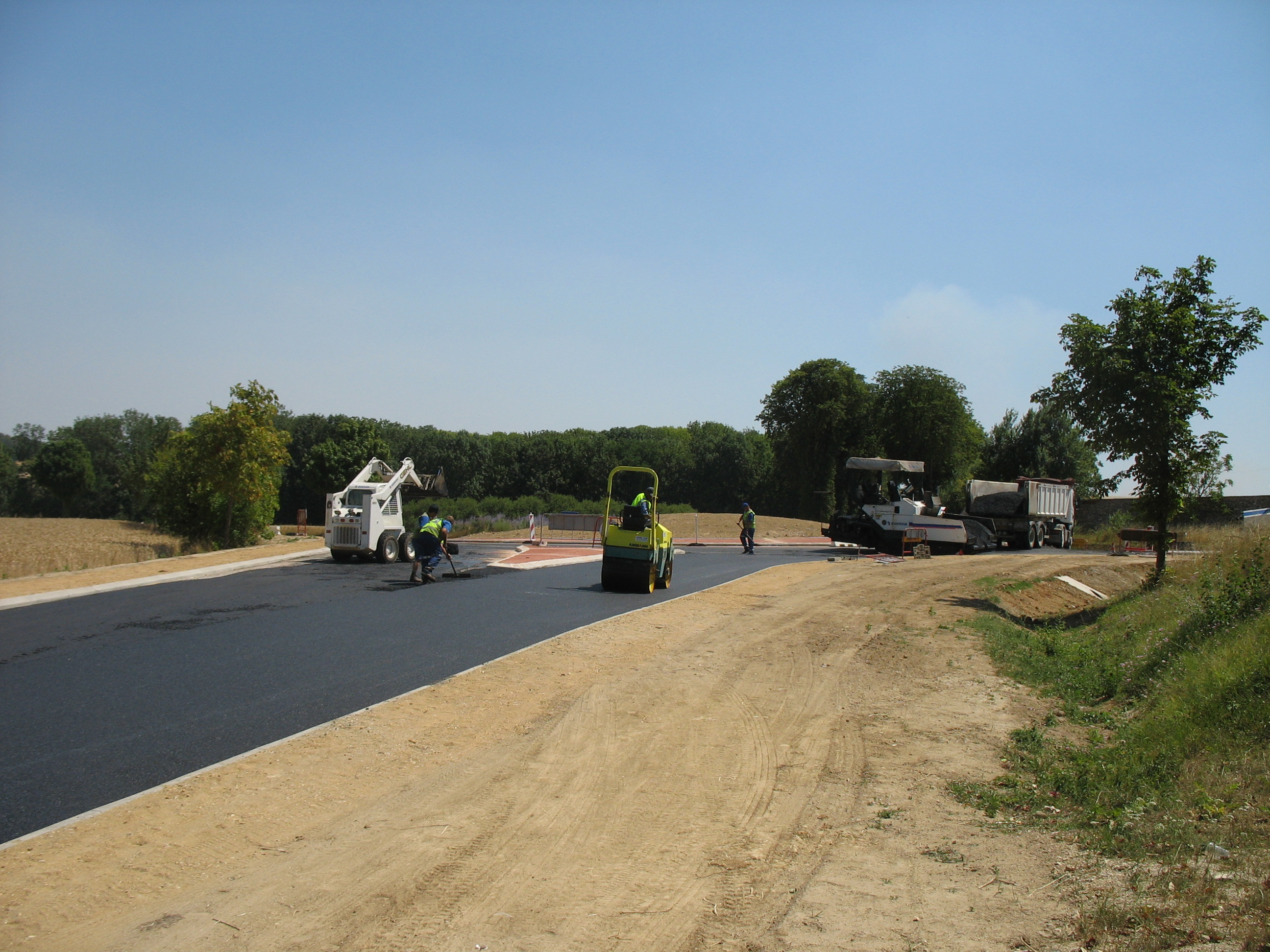
Alquitranado en Francia.

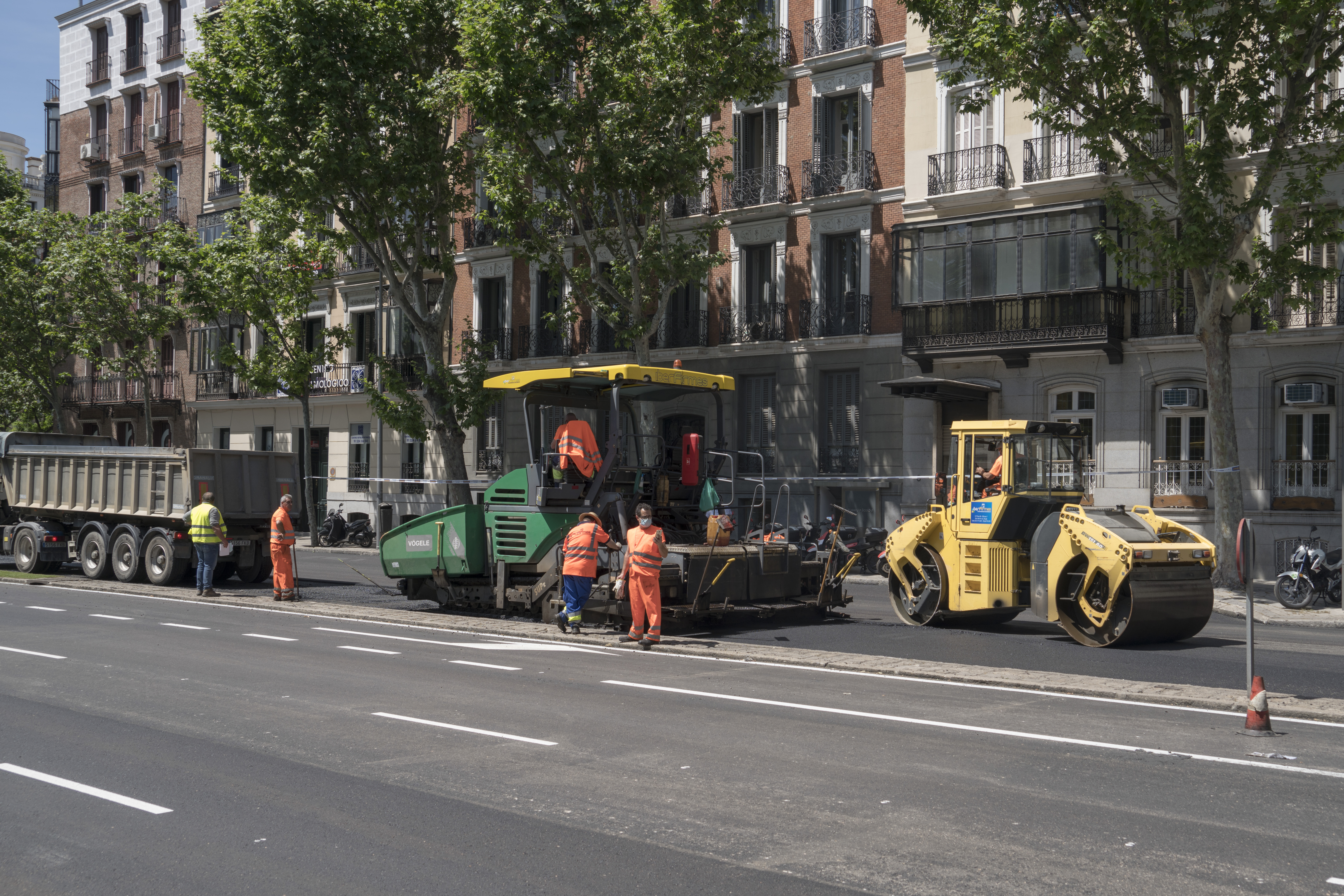
Asfaltado de una calle.

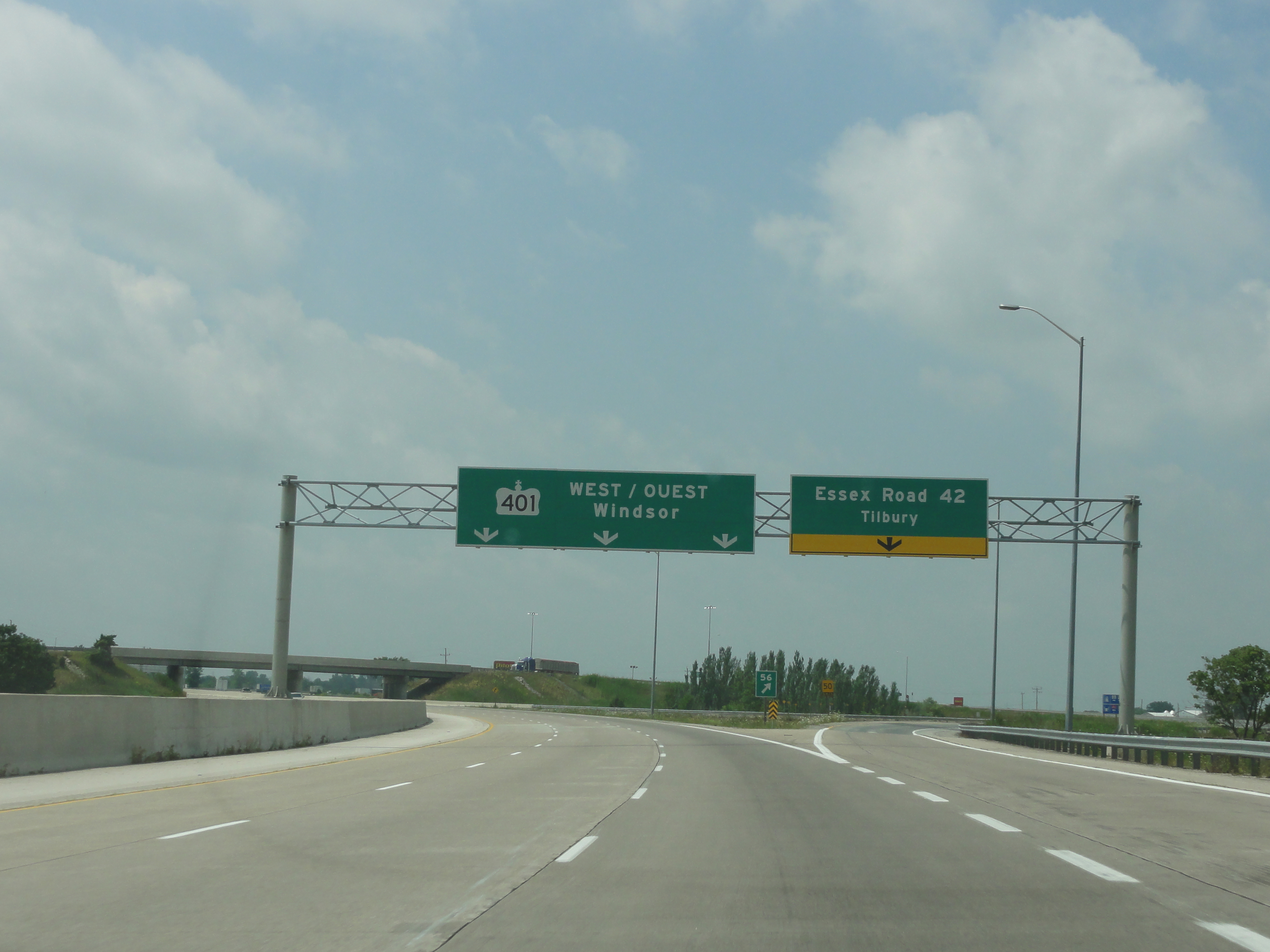
Autopista canadiense de firme de hormigón. Véase la junta longitudinal característica en el centro. Los firmes de hormigón duran mucho más que los firmes bituminosos, pero no son muy comunes en Europa.

El firme, superficie de la carretera o pavimento es el material superficial permanente que sostiene el tráfico peatonal y vehicular de una vía o camino. En el pasado se usaban guijarros y adoquines, pero estos quedaron reemplazados por asfalto y hormigón, que permiten un paso más cómodo y una puesta más económica, dejando los adoquines para lugares históricos. 

## Características
A los firmes actuales se le exigen tres características básicas:
- Ser impermeables al agua, para evitar que la lluvia dañe la base del firme.
- Mantener una superficie cómoda y adecuada para la circulación. Si el firme es resbaladizo puede ser peligroso para la circulación, de la misma forma que si está bacheado.
- Resistir las cargas que se ve sometido por el tráfico.

Esto plantea un grave problema ambiental que plantean los firmes en las ciudades, es su impermeabilidad, que aumenta el peligro de inundación. Para evitarlo se han empezado a desarrollar firmes permeables con drenajes. Además los firmes son usualmente pintados con marcas horizontales en el suelo para guiar el tráfico. La calidad del firme, su espesor y su rugosidad dependen de la clasificación de la carretera y del tráfico que soporte, estando en algunos países determinada por normativa técnica, como por ejemplo España.

## Mezclas asfálticas
El asfalto (específicamente, hormigón asfáltico) ha sido ampliamente usado desde los años 1920. Su naturaleza viscosa hace que se pueda fabricar un material con una capacidad significativa de resistir la deformación plástica de las cargas cíclicas del tráfico. Estos ciclos, sin embargo, son generalmente el motivo de la rotura por fatiga del material. La mayor parte de las superficies asfálticas descansan sobre una capa de gravas o de zahorras. En zonas ricas en arcillas y limos a veces se acude a la estabilización con cemento portand para mejorar la base. También se usa polipropileno y poliéster geosintético para este propósito. En algunos países septentrionales se usa una capa de poliestireno para prevenir la entrada del hielo en la capa base.
Dependiendo de la temperatura que se le aplique, el asfalto se categoriza en Mezcla Asfáltica en Caliente, Mezcla Bituminosa Templada o Mezcla Bituminosa en Frío.
- Mezcla bituminosa en caliente:[5] Se aplica a temperaturas entre 90 °C y 120 °C. Hay que gastar una elevada cantidad de energía para la puesta (hay que calentarlo) y genera una enorme polución de compuestos volátiles.[6]
- Mezcla bituminosa en frío: Se emplea en zonas rurales, lejanas a la fábrica de mezclas, y en pequeñas reparaciones.[7]

Las ventajas que suponen una vía asfaltada son reducción de ruido (en comparación con otros tipos de firme), menor coste que otras opciones y fácil reparación. Las desventajas incluyen menor durabilidad que otros métodos, menor resistencia que el hormigón, tendencia a ablandarse en lugares muy cálidos y una mayor cantidad de contaminación del suelo debido al empleo de hidrocarburos.
En la década de 1960 se empleó por primera vez el asfalto goma que mezcla el asfalto con viruta procedente de neumáticos. Este tipo de asfalto tiene varias ventajas: Permite dar un uso a los neumáticos (que además son inflamables) retirándolos de los vertederos, reducen el ruido del paso de vehículos entre 7 y 12 dB respecto al asfalto convencional y además el asfalto goma dura más tiempo que el convencional. Sin embargo la aplicación de asfalto goma es más sensible a las temperaturas y en algunos lugares solo puede ser aplicado en momentos muy determinados del año.

## Firmes de hormigón
Los firmes de hormigón (específicamente, hormigón de cemento Portland) se crean usando una mezcla de cemento Portland, grava, arena y agua. El material se aplica cuando es una lechada fresca y se trabaja mediante medios mecánicos (vibrado) para compactar el interior y permitir que el cemento más fino quede en la capa superior para crear una superficie más suave y densa, libre de la piel de cocodrilo (grietas que se producen por la retracción del hormigón). El agua permite que la mezcla se combine a nivel molecular en un proceso llamado hidratación.
Las superficies de hormigón pueden ser de los siguientes tres tipos en función del tratamiento de las fisuras:
- Pavimentos de Hormigón con Junta Normal (en inglés Jointed Plain Concrete Pavements (JPCP)) se realizan con juntas suficientes para prevenir todas las fisuras naturales que puedan producirse. Las grietas se concentran en las juntas y no aparecen en otra parte de la losa. Los pavimentos de junta plana no contienen ningún refuerzo de acero. Sin embargo es posible que las juntas transversales queden unidas por acero sin corruga (la corruga deterioraría el hormigón por rozamiento, por lo que se pone lisa). El espacio entre juntas transversales está entre los 15 y 10 metros para losas de 18 a 30 centímetros. En la actualidad la mayor parte de las agencias estatales de Estados Unidos usan este sistema.

- Pavimentos de Hormigón Armado con Junta (en inglés Jointed Reinforced Concrete Pavements (JRCP)) contienen una malla de acero de refuerzo (a veces llamado acero distribuido). En estos pavimentos las losas son mucho mayores y las juntas están reforzadas con acero para evitar que se fisuren las losas. El espacio entre juntas era de 30 metros o más. En el pasado, algunas agencias de carreteras estadounidenses llegaron a los 100 metros. Este método ha sido muy usado en el Este de Estados Unidos y en el Medio Oeste. Aunque muchas agencias lo usan no es un diseño recomendable ya que es la opción más difícil de reparar.

- Pavimentos de Hormigón Armado Continuos (en inglés Continuously Reinforced Concrete Pavements (CRPC)) no requieren ninguna junta transversal. Las fracturas transversales se esperan en la losa, generalmente a intervalos de 1 - 1,5 metros. Los pavimentos CRPC están diseñados con el suficiente acero, 0,6-0,7% del área transversal, para mantener las fisuras juntas. Determinar un espaciamiento apropiado entre las fisuras es una parte del proceso de diseño para este tipo de pavimento. Su puesta inicial es la opción más cara, debido a la mayor cantidad de acero, pero también son las más eficientes en corredores urbanos con un tráfico muy elevado.

Una ventaja de las carreteras de hormigón es que son más resistentes y duran más que las de asfalto. Además tienen un mantenimiento muy fácil, porque una vez que se desgastan pueden repararse fácilmente para volver a recuperar la textura. Las desventajas son tener un elevado coste inicial, son más rudas para el conductor, la fisuración nunca se detiene y son más difíciles de reparar si sufren una fractura. Los estudios recientes demuestran que la mayor parte de estas vías se encuentran dañadas a causa del peso de los camiones. Las reparaciones suelen ser caras y consumen mucho tiempo.